# Uzonkafürdő
Uzonkafürdő (románul Ozunca-Băi) falu Romániában Kovászna megyében.

## Fekvése
Kovászna megye északi peremén helyezkedik el; közigazgatási központjától, Nagybacontól 10 km-re keletre, Sepsibükszádtól 55 km-re nyugatra. Erdővidék utolsó keleti települése.

## Története
E kis fürdő a Baróti-hegység bástyája, az 1016 méter magas Nagy-Murgó északi lábánál, Uzonka és Pisztrángos patakainak völgyében található. A két patak nevét viselő ásványvíz-forrás mellett hajdan két külön fürdő létesült, de ma csak az uzonkai források melletti létezik, a pisztrángosi fürdő közel egy évszázada megsemmisült.

## Éghajlata
Éghajlata a kárpátközi medencékre jellemző sajátosságokkal bír. Uzonkafürdő tengerszint feletti magassága 650 méter, hegyvidéki (szubalpin) klímája van. Évi átlagos hőmérséklete megegyezik a Baróti-medence évi 7,1 C fokos átlagával. A nyári hónapokban itt is mértek 30 C fokot, de az esős napokon lényegesen csökken a hőmérséklet. Az Erdélyi-medence felől minden évszakban beáramlanak a nyugati szelek, télen pedig a Nemere kíméletlenül végig seper Uzonka patakjának teknőszerű völgyében. Május eléggé esős, de már kellemes meleg pezsdíti meg a természetet. Rendszerint száraz és meleg ősz van Uzonkán.

## További információk

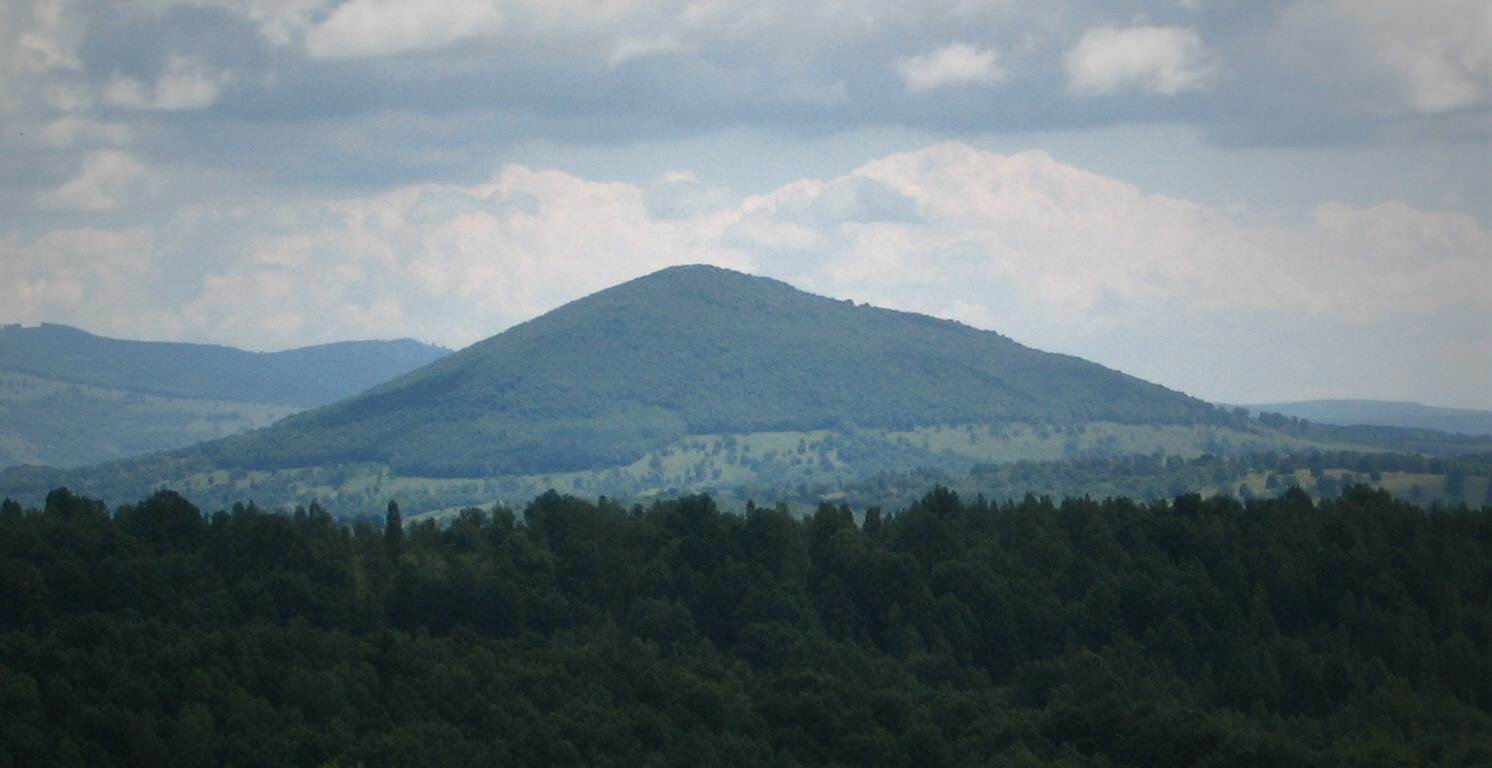
Az Uzonkafürdő fölé magasló Nagy-Murgó (1016 m)